# Setagrotis radiola
Setagrotis radiola là một loài bướm đêm trong họ Noctuidae.